# Gare d'Ottawa
La gare d'Ottawa (code IATA : XDS) est une gare de Via Rail située à Ottawa en Ontario (Canada). La gare sert de point d'arrêt pour les trains interurbains vers Fallowfield et Toronto, ainsi que Montréal et Québec.

## Emplacement
La gare est située sur le chemin Tremblay, dans le district Alta Vista (en), à la limite du parc industriel de Cyrville (en) et des quartiers Eastway Gardens (en) et Riverview (en), à 4 km au sud-est de la colline du Parlement,. La gare jouxte la station d'O-Train Tremblay.

## Aménagement

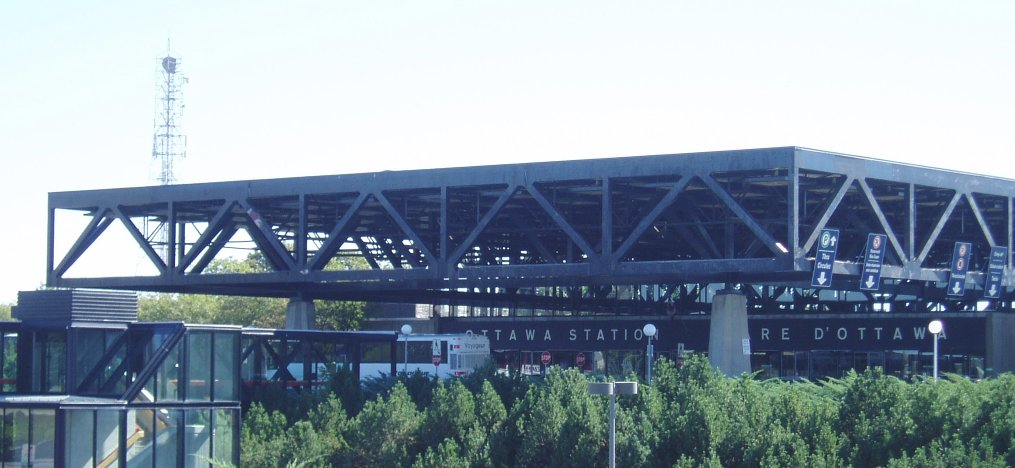
Le toit se prolonge de part et d'autre du volume principal.

La gare est constituée d'un édifice cruciforme, formé de l'intersection de deux volumes, implanté en retrait de la voie publique sur un terrain paysagé. Les stationnements sont disposés de façon ordonnée. Le premier volume, aux murs-rideaux, contient la salle des pas perdus. Un second, aux murs en béton et à l'aspect brut et massif, contient les ailes de services et les bureaux. Le toit formé de chevêtres d'aciers rappelant un pont ferroviaire se prolonge de part et d'autre du hall principal afin de constituer des marquises au dessus du débarcadère et des quais.

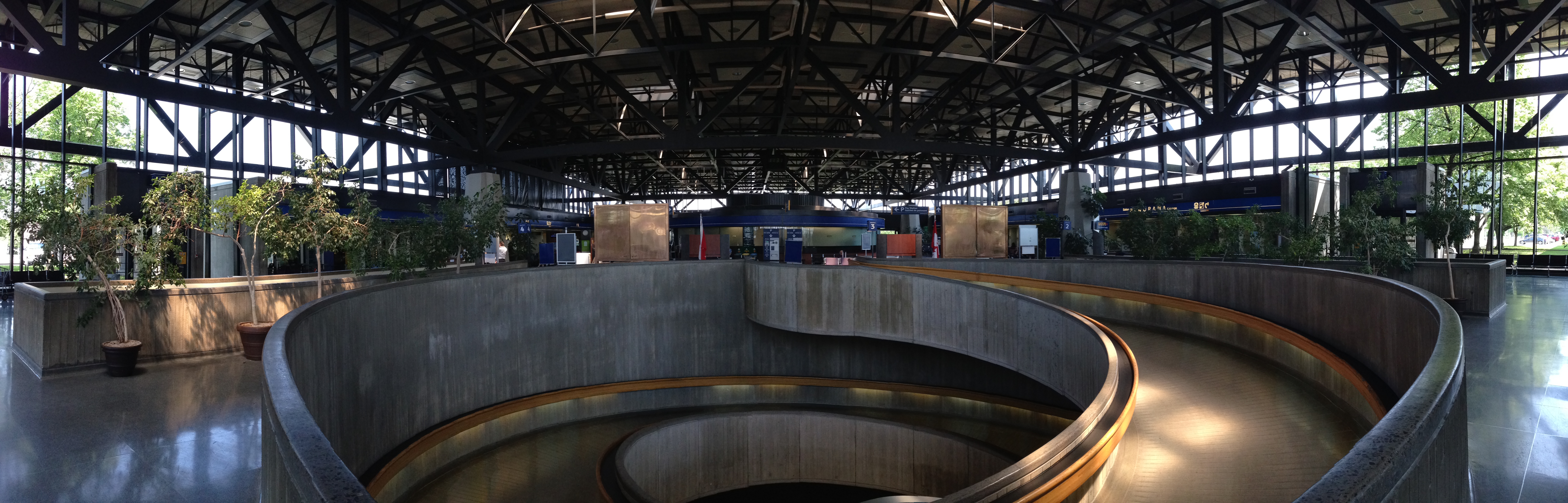
Une rampe en spirale relie la salle d'attente au transept sous les quais.

La salle des pas perdus est flanquée de piliers de béton massifs supportant la toiture d'acier contient la billetterie, de conception minimaliste, la salle d'attente, au mobilier de style en accord avec l'architecture, et une exposition sur l'histoire ferroviaire. L'utilisation « exubérante » du verre donne « une sensation d'environnement extérieur », rehaussé par la végétation plantée autour du bâtiment, notamment sur le parvis paysagé. Les panneaux indicateurs intègrent des bandes horizontales qui rappellent l'aménagement de l'édifice.
Une rampe en spirale, au centre de la salle d'attente, donne accès au transept sous les voies.

## Histoire

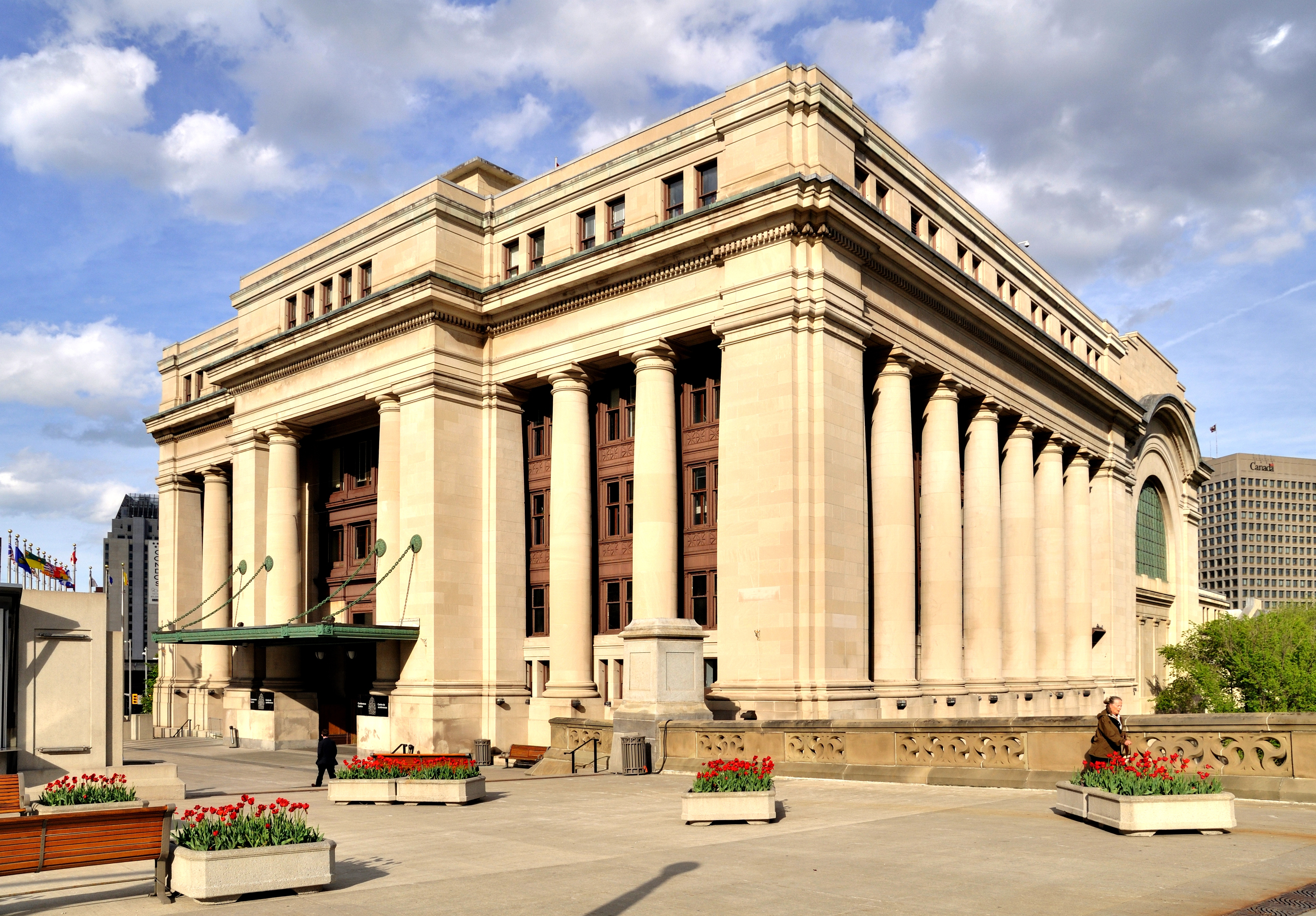
L'ancienne gare Union, au centre-ville d'Ottawa.

Au début du XXe siècle, les voies ferrées du Canadien Nord, de l'Ottawa et New York (en), du Canadien Pacific et du Grand Tronc convergent dans la Basse-ville d'Ottawa. En 1912, une gare est érigée au pied de la colline du Parlement, de concert avec l'hôtel ferroviaire Château Laurier, afin de regrouper les services passagers au même endroit.
La fin de la Seconde Guerre mondiale entraîne une rapide augmentation de la croissance démographique, ainsi que des emplois dans la fonction publique. Le premier ministre Mackenzie King commande à l’urbaniste français Jacques Gréber un plan d’aménagement d’Ottawa afin d’encadrer le développement du territoire. En vue d'assainir et d'embellir la ville, Gréber propose entre autres de délocaliser les voies ferrées hors du centre de la ville, au seuil des milieux urbanisés, et d'y ériger la nouvelle gare des voyageurs.
Suivant la proposition de Gréber, une nouvelle gare d'acier et de verre, au style international est prévue dans les quartiers périphériques, au-delà de la rivière Rideau, par John B. Parkin et associés. La construction se déroule de 1965 à 1966. Les voies ferrées le long du canal Rideau sont remplacées par une promenade panoramique propriété de la Commission de la capitale nationale, et l’ancienne gare est transformée en centre de conférence, puis en édifice du Sénat.
Dès son inauguration, la qualité architecturale du nouveau bâtiment est soulignée. La médaille Massey est décernée à ses concepteurs en 1967 en raison de la qualité de son architecture. En 2000, l'Institut royal d’architecture du Canada classe la station parmi les édifices canadiens les plus importants du XXe siècle.
La gare est désignée Gare ferroviaire patrimoniale du Canada depuis 1996.

### Rénovations
Un projet de rénovation de 21,7 M$ a débuté à la fin de 2016. Le projet comprend la construction d'un ascenseur dans la rampe en spirale et les voies 3 et 4, un quai au niveau des portes pour la voie 1 et des améliorations au toit.

## Service aux voyageurs

### Desserte
La gare est l'un des arrêts majeurs du service dans le corridor Québec-Windsor. Des trains à destination de Montréal, Québec et Toronto s'y arrêtent.
| Origine              | Arrêt précédent      | Train | Train                 | Train | Arrêt suivant | Destination |
| -------------------- | -------------------- | ----- | --------------------- | ----- | ------------- | ----------- |
| Ottawa (Fallowfield) | Ottawa (Fallowfield) |       | Train Ottawa-Montréal |       | Casselman     | Montréal    |
| Toronto              | Ottawa (Fallowfield) |       | Train Toronto-Ottawa  |       | Terminus      | Terminus    |

### Intermodalité
Si aucune ligne d'autobus d'OC Transpo ne dessert directement la gare, elle est desservie en métro léger ; la station Tremblay de l'O-Train est construite à même le rond-point d'accès.
Air France-KLM assure une liaison par autocar vers Montréal (P.-E.-Trudeau).
En juin 2021, Ontario Northland a relocalisé son arrêt d'autocar de la Station centrale d'Ottawa sur la rue Catharine à la Gare d'Ottawa. Ontario Northland offre son service d'autocar vers Sudbury, Sault-Sainte-Marie et Winnipeg tous les matins.
À partir du 10 juillet 2021, Orléans Express desservira la gare avec sa liaison quotidienne entre Gatineau, Ottawa et Montréal.